# Giuseppe Tarella
Giuseppe Tarella (Torino, 7 maggio 1883 – Torino, 17 gennaio 1968) è stato un calciatore e velocista italiano.

## Carriera

### Atleta
Tarella vinse ai campionati di atletica UPT, ovvero quelli organizzati dall'Unione Pedestre Torinese, i 100 metri piani nel 1903. Fu anche vicecampione italiano assoluto nei 100 metri piani nel 1907.
Nel 1908 partecipa ai giochi della IV Olimpiade nella specialità dei 400 metri piani, giungendo terzo nell'undicesima batteria.

### Calciatore
Tarella risulta nella rosa dell'Audace Torino nella stagione del 1902, in cui gioca l'incontro perso per 6-0 contro la Juventus del 9 marzo, ottenendo il terzo posto del girone piemontese.
La stagione seguente con l'Audace non supera l'eliminatoria regionale contro la Juventus.